# Hyper-Kamiokande

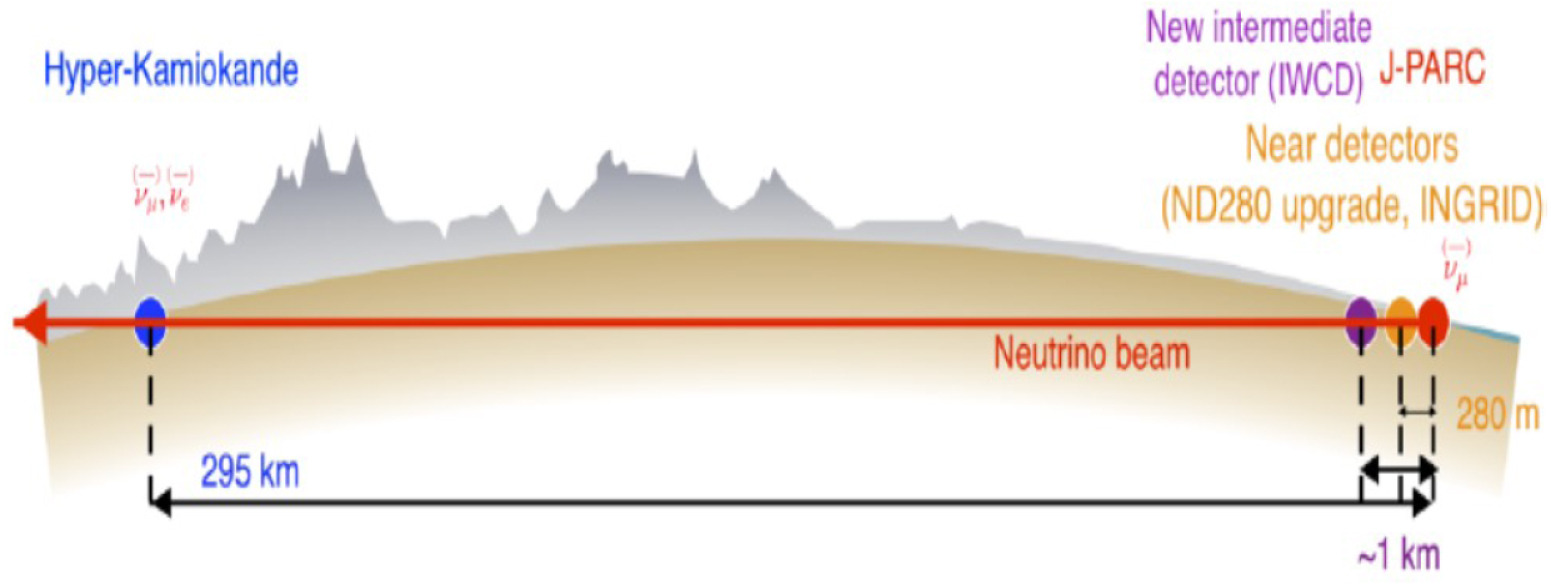
Visió general de l'experiment d'Hyper-Kamiokande

Hyper-Kamiokande (també anomenat Hyper-K o HK) és un observatori i experiment de neutrins en construcció a Hida, Gifu i a Tokai, Ibaraki ambdós al Japó. La construcció la lideren la Universitat de Tòquio i l'Organització de Recerca de l'Accelerador d'Energia (KEK), en col·laboració amb instituts de més de 20 països de sis continents. Com a successor dels experiments Super-Kamiokande (també Super-K o SK) i experiment T2K, està dissenyat per buscar la desintegració de protons i detectar neutrins de fonts naturals com la Terra, l'atmosfera, el Sol i el cosmos, així com per estudiar les oscil·lacions de neutrins amb un feix de neutrins d'un accelerador artificial. L'inici de la presa de dades està previst per al 2027.
Les instal·lacions d'experimentació Hyper-Kamiokande estaran situades en dos llocs:
- El detector principal, anomenat Hyper-Kamiokande (HK), s'està construint sota el cim de la muntanya Nijuugo a la ciutat d'Hida, prefectura de Gifu, als Alps japonesos (36° 21′ 20.105″ N, 137° 18′ 49.137″ E / 36.35558472°N,137.31364917°E[3]:56). El detector HK s'utilitzarà per a cerques de desintegració de protons, estudis de neutrins de fonts naturals i servirà com a detector llunyà per a la mesura de les oscil·lacions d'un feix de neutrins accelerador a la distància corresponent al primer màxim d'oscil·lació[3]:53–56.[5]
- El feix de neutrins es produirà al complex accelerador J-PARC (36° 26′ 42″ N, 140° 36′ 22″ E / 36.445°N,140.606°E) i s'estudiarà pel conjunt de detectors propers i intermedis situats al poble de Tokai, prefectura d'Ibaraki, a la costa est del Japó[3]:31.

## Programa de física

### Oscil·lacions de neutrins d'accelerador i atmosfèrics
Els neutrins es produeixen en diferents sabors. Aquests són: Neutrí electrònic ({\displaystyle \nu _{e}}), Neutrí muònic ({\displaystyle \nu _{\mu }}), Neutrí tau ({\displaystyle \nu _{\tau }}). Les oscil·lacions de neutrins són un fenomen de la mecànica quàntica on els neutrins canvien aquest sabor mentre es mou, causat pel fet que aquests estats de sabor dels neutrins són una barreja dels seus estats de massa (ν1, ν2, ν3 estats de massa amb masses m1 , m2, m3, respectivament). Les probabilitats d'oscil·lació depenen de sis paràmetres:
- tres angles de mescla (θ12, θ23 i θ13) que regeixen la barreja entre els estats de massa i sabor,
- dues diferències de massa al quadrat (∆m221 i ∆m232, on ∆m 2ij = m2i – m2j)
- una fase (δCP) responsable de la asimetria matèria-antimatèria (violació de simetria CP) en oscil·lacions de neutrins,

i dos paràmetres que es trien per a un experiment concret:
- energia dels neutrins
- línia de base: la distància recorreguda pels neutrins a la qual es mesuren les oscil·lacions[6]:285–311[3]:20-23.

Continuant els estudis realitzats per l'experiment T2K, el detector llunyà HK mesurarà l'espectre d'energia dels neutrins electrònics i muònics del feix (produït a J-PARC com un feix de neutrins muònic gairebé pur) i el compararà amb el cas de no oscil·lacions, que es calcula inicialment a partir de models de flux de neutrins i d'interacció i es millora amb mesures realitzades pels detectors propers i intermedis a l'origen del feix. Per a l'energia màxima del feix de neutrins HK/T2K (600 MeV) i donada la distància entre l'origen del feix a J-PARC i el detector HK/SK (295 km), això correspon al primer màxim d'oscil·lació, per a oscil·lacions impulsades per ∆m232. El feix de neutrins de J-PARC funcionarà en modes millorats amb neutrins i antineutrins per separat, el que significa que les mesures de neutrins en cada mode proporcionaran informació sobre la probabilitat de supervivència de (anti)neutrins muònics P{\displaystyle \nu _{\mu }} → {\displaystyle \nu _{\mu }}, P{\displaystyle {\overline {\nu }}_{\mu }} → {\displaystyle {\overline {\nu }}_{\mu }} i la probabilitat d'aparició de (anti)neutrins electrònics P{\displaystyle \nu _{\mu }} → {\displaystyle \nu _{e}}, P{\displaystyle {\overline {\nu }}_{\mu }} → {\displaystyle {\overline {\nu }}_{e}} , on Pνα → Pνβ és la probabilitat que s'observi un neutrí com a sabor β que originalment era de sabor α:202–224.

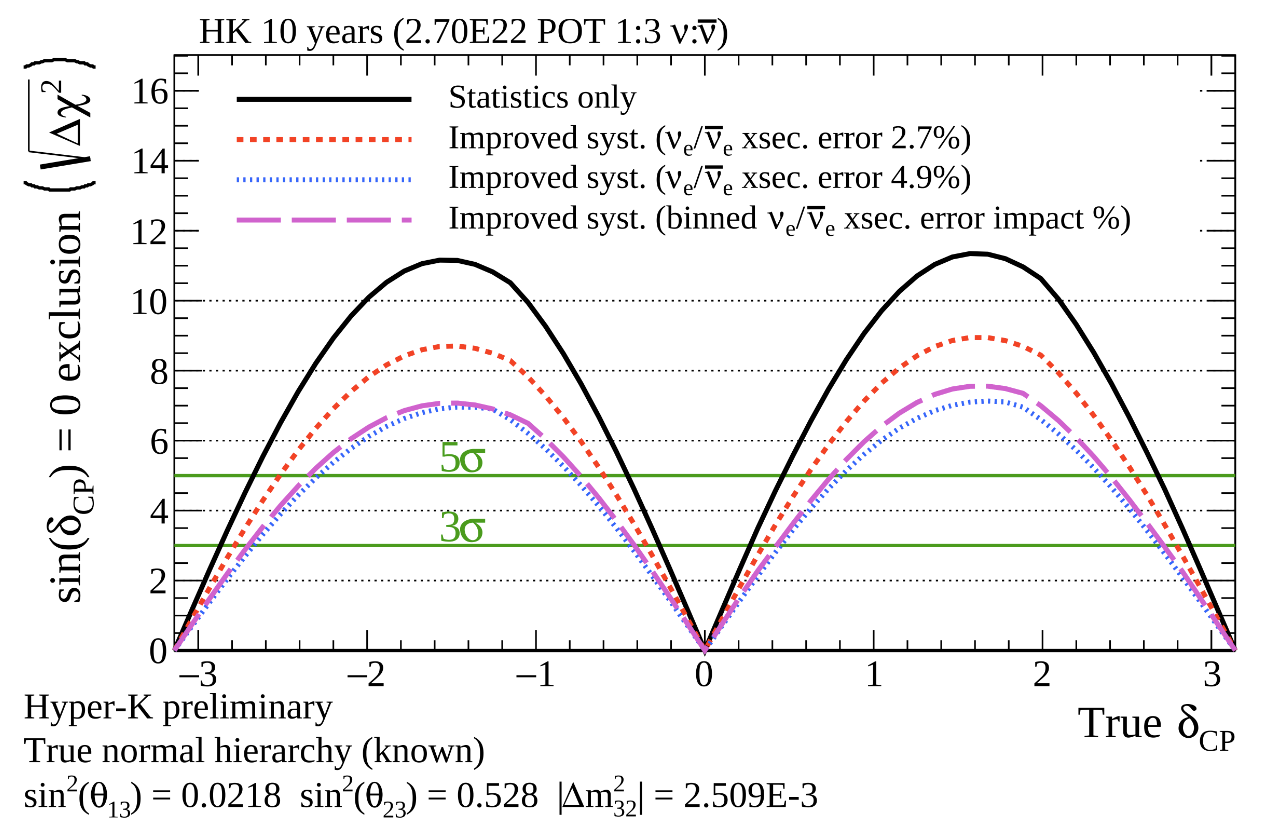
La capacitat d'Hyper-K d'excloure la conservació de CP en funció del valor real de δ_{CP}

La comparació de les probabilitats d'aparició de neutrins i d'antineutrins (P{\displaystyle \nu _{\mu }} → {\displaystyle \nu _{e}} versus P{\displaystyle {\overline {\nu }}_{\mu }} → {\displaystyle {\overline {\nu }}_{e}}) permet mesurar la fase δCP. El valors possibles de δCP es troben entre −π i +π (de −180° a +180°), i els valors 0 i ±π corresponen a la conservació de la simetria CP. Després de 10 anys de presa de dades, s'espera que HK confirmi amb un nivell de confiança de 5σ o millor si la simetria CP es viola a les oscil·lacions de neutrins per al 57% dels valors possibles de δCP. La violació de CP és una de les condicions necessàries per produir l'excés de matèria sobre antimatèria a l'univers primerenc, que ara forma el nostre univers. També s'utilitzaran neutrins de l'accelerador per millorar la precisió dels altres paràmetres d'oscil·lació, |∆m232|, θ23 i θ13, així com per als estudis d'interacció amb neutrins.:202–224
Per determinar la ordenació de masses de neutrins (això és, si l'estat propi de massa ν3 és més lleuger o més pesat que ν1 i ν 2), o equivalentment el signe desconegut del paràmetre ∆m232, s'han d'observar oscil·lacions de neutrins a la matèria (comparar neutrins que viatgen una distancia no menyspreable en un medi de matèria dens amb neutrins que no ho fan). Amb el feix de neutrins HK (295 km, 600 MeV), l'efecte matèria és petit. A més dels neutrins de feix, l'experiment HK estudiarà neutrins atmosfèrics, creats per raigs còsmics que xoquen amb l'atmosfera terrestre, produint neutrins i altres subproductes. Aquests neutrins es produeixen a tots els punts del globus, el que significa que HK té accés a neutrins que han recorregut una àmplia gamma de distàncies a través de la matèria (des d'uns centenars de metres fins al diàmetre de la Terra quan aquests arriben dels antípodes). Aquestes mostres de neutrins es poden utilitzar per determinar l'ordenació de la massa dels neutrins.
En última instància, una anàlisi combinada de neutrins de feix i neutrins atmosfèrics proporcionarà la major sensibilitat als paràmetres d'oscil·lació δCP, |∆m232|, sgn ∆m232, θ23 and θ13:228–233.

### Astronomia de neutrins i geoneutrins
Les explosions de Supernova per col·lapse del nucli produeixen grans quantitats de neutrins. Per a una supernova a la galàxia d'Andròmeda, s'esperen observar entre 10 i 16 esdeveniments de neutrins a HK. Per a una supernova galàctica a una distància de 10 kpc s'esperen entre 50.000 i 94.000 interaccions de neutrins durant unes desenes de segons. Per a Betelgeuse, a una distància de 0,2 kpc, s'en esperen fins a 108 interaccions per segon. Aquesta taxa d'esdeveniments tan alta al detector s'ha tingut en compte en el disseny de l'electrònica i la adquisició de dades (DAQ), el que significa que no es perdria cap dada. Els perfils temporals del nombre d'esdeveniments registrats a HK i la seva energia mitjana permetrien provar models de l'explosió. La informació direccional dels neutrins a HK pot proporcionar un avís primerenc per a l'observació de supernova electromagnètica (telescopi òptics), i es pot utilitzar en altres observacions d'astronomia multimissatger (l'observació d'un fet astronòmic mitjançant senyals diferents: llum, neutrins, ones gravitacionals, etc):263–280.
Si bé les supernoves galàctiques de col·lapse de nucli són poc freqüents (1 cada cent anys), en tot l'univers observable no és així. Els neutrins produïts per explosions de supernoves al llarg de la història de l'univers s'anomenen neutrins relíquies de supernova (SRN) o fons de neutrins de supernova difús (DSNB) i porten informació sobre la història de la formació estel·lar. A causa d'un flux relativament baix (poques desenes/cm2/seg.), encara no s'han descobert. Amb deu anys de presa de dades, s'espera que HK detecti uns 40 esdeveniments SRN en el rang d'energia 16-30 MeV.:276–280
Per als neutrins solars, els objectius de l'experiment HK són:
- Cerca d'una asimetria dia-nit en el flux de neutrins, resultant de diferents distàncies recorregudes en la matèria terrestre (durant la nit, els neutrins solars travessen la Terra abans d'entrar al detector) i, per tant, les diferents probabilitats d'oscil·lació causades per l'efecte de la matèria.[3]:238–244
- Mesura de la probabilitat de supervivència de neutrins electrònics per a energies de neutrins entre 2 i 7 MeV, és a dir, entre regions dominades per oscil·lacions al buit i oscil·lacions en la matèria, respectivament, que és sensible als nous models físics, com neutrins estèrils o interaccions no estàndard.[3]:238–244[9]
- La primera observació de neutrins del canal hep: {\displaystyle {^{3}}{\text{He}}+{\text{p}}\to {^{4}}{\text{He}}+{\text{e}}^{+}+\operatorname {\nu } _{\text{e}}} predit pel model solar estàndard.[3]:238–244
- Comparació del flux de neutrins amb l'activitat solar (per exemple, el cicle solar d'11 anys).[10]

Els geoneutrins es produeixen en desintegracions de radioisòtops a l'interior de la Terra. Els estudis de geoneutrins a Hyper-Kamiokande ajudaran a avaluar la composició química del nucli de la Terra, que està relacionada amb la generació del seu camp geomagnètic:292–293.

### Desintegració del protó
La desintegració d'un protó lliure en partícules subatòmiques més lleugeres no s'ha observat mai, però algunes teories de la Gran Unificació (GUT) ho prediuen com a resultat de la violació del nombre bariònic (B). La violació B és una de les condicions necessàries per explicar la predomini de la matèria sobre l'antimatèria a l'univers. Els principals canals estudiats per HK són {\displaystyle p^{+}} → {\displaystyle e^{+}} + {\displaystyle \pi ^{0}}, que és afavorit per molts models GUT i {\displaystyle p^{+}} → {\displaystyle {\overline {\nu }}} + {\displaystyle K^{+}} predit per teories que inclouen supersimetria.
Si com fins ara a Super-Kamiokande, després de deu anys de presa de dades no s'observa cap desintegració, s'espera que HK augmenti el límit inferior del protó vida mitjana d'1,6x1034 a 6,3x10 34 anys per al seu canal de desintegració més sensible ({\displaystyle p^{+}} → {\displaystyle e^{+}} + {\displaystyle \pi ^{0}}) i de 0,7x1034 a 2,0 x 1034 anys per al canal {\displaystyle p^{+}} → {\displaystyle {\overline {\nu }}} + {\displaystyle K^{+}}.

### Matèria fosca
La matèria fosca és una forma hipotètica de matèria que no interactua amb la llum proposada per explicar nombroses observacions astronòmiques que suggereixen l'existència de massa invisible addicional a les galàxies. Si les partícules de matèria fosca interactuen feblement, poden produir neutrins mitjançant l'anihilació o la desintegració. Aquests neutrins podrien ser visibles al detector de HK com un excés de neutrins des de la direcció de grans potencials gravitatoris com el centre galàctic, el Sol o la Terra, sobre un fons isòtrop de neutri atmosfèric:281–286.

## Descripció de l'experiment
L'experiment d'Hyper-Kamiokande consisteix en un accelerador creador d'un feix de neutrins, un conjunt de detectors propers, el detector intermedi i el detector llunyà (també anomenat Hyper-Kamiokande).
El detector llunyà per si mateix s'utilitzarà per a cerques i estudis de desintegració del protó, matèria fosca i de neutrins de fonts naturals. Abans de començar l'experiment HK, l'experiment T2K finalitzarà la presa de dades i HK es farà càrrec del seu feix de neutrins i del conjunt de detectors propers, mentre que els detectors intermedis i llunyans s'han de construir de nou.

### Detector d'aigua Cherenkov intermedi
El detector intermedi d'aigua Cherenkov (IWCD) estarà situat a una distància d'uns 750 metres del lloc de producció de neutrins. Serà un cilindre ple d'aigua de 10 metres de diàmetre i 50 metres d'alçada amb una estructura de 10 metres d'alçada equipat amb uns 400 multi-PMT mòduls (mPMT), cadascun format per dinou tubs fotomultiplicadors (PMT) amb un diàmetre de 8 cm encapsulats en un recipient impermeable. L'estructura es mourà en direcció vertical mitjançant un sistema de grua, proporcionant mesures de les interaccions de neutrins a diferents angles respecte l'eix del feix de neutrins (angles respecte el centre del feix de neutrins), que abasten des d'1° a la part inferior fins a 4° a la part superior i, per tant, per a diferents espectres d'energia de neutrins (l'energia mitjana dels neutrins disminueix com més ens allunyem de l'eix del feix).
Combinant els resultats de mesures a diferents angles, és possible extreure els resultats d'un espectre de neutrins gairebé monoenergètic sense dependre de models teòrics d'interaccions de neutrins per reconstruir l'energia dels neutrins. L'ús del mateix tipus de detector que el detector llunyà amb gairebé la mateixa acceptació angular i de moment permet comparar els resultats d'aquests dos detectors sense dependre de simulacions de resposta del detector. Aquests dos fets, la independència dels models d'interacció de neutrins i de resposta del detector, permetran que HK minimitzi l'error sistemàtic en l'anàlisi de l'oscil·lació. Els avantatges addicionals d'aquest disseny del detector són la possibilitat de cercar possibles patrons d'oscil·lació estèrils per a diferents angles fora de l'eix i d'obtenir una mostra més neta de neutrí electrònic, la fracció de les quals és més gran per a angles fora de l'eix més grans:47–50

### Detector llunya: Hyper-Kamiokande

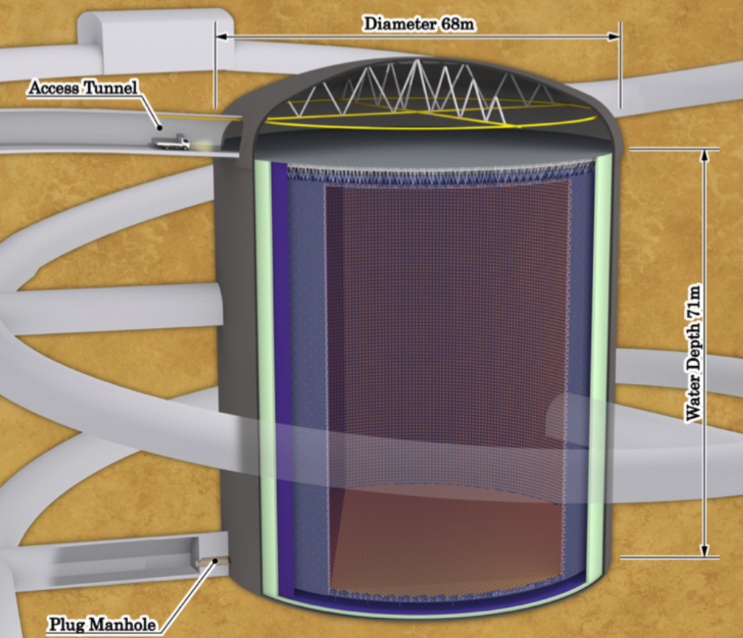
Esquema del Detector Far Hyper-Kamiokande, un detector d'aigua Cherenkov

El detector Hyper-Kamiokande es construirà a 650 metres sota el cim de la muntanya Nijuugo a la mina Tochibora, a 8 km al sud del detector Super-Kamiokande (SK). Tots dos detectors estaran al mateix angle fora de l'eix (2,5°) del eix del feix de neutrins de J-PARC i a una distància d'uns 295 km del lloc de producció del feix:35.

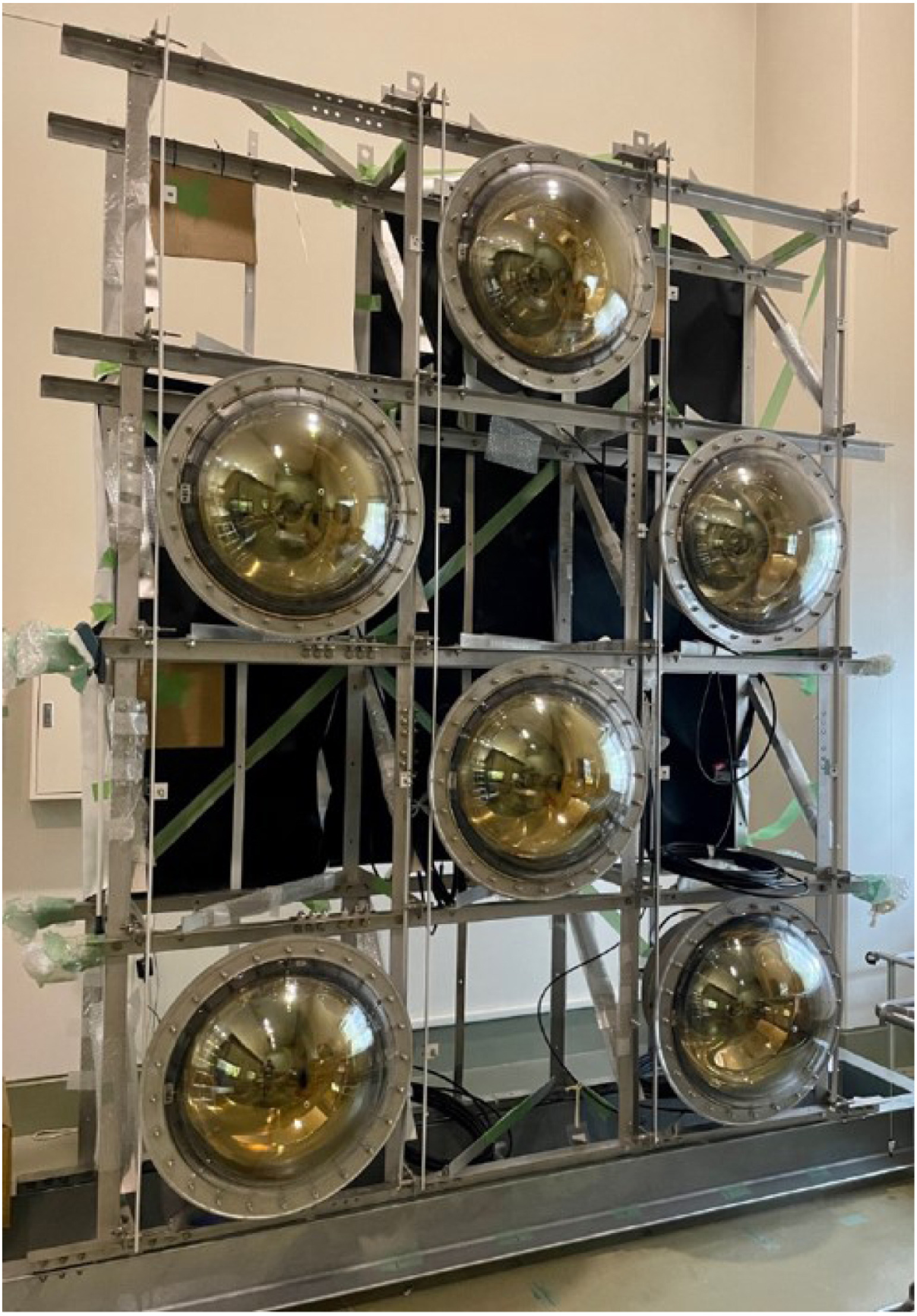
Maqueta amb un PMT R12860 de 50 cm per a Hyper-Kamiokande

HK serà un detector d'aigua Cherenkov, 5 vegades més gran (258 ktones d'aigua) que el detector SK. Serà un dipòsit cilíndric de 68 metres de diàmetre i 71 metres d'alçada. El volum del dipòsit es dividirà en el detector interior (DI) i el detector exterior (DE) per una estructura cilíndrica inactiva de 60 cm d'ample, amb la seva vora exterior posicionada a 1 metre de distància de la vertical i a 2 metres de les parets horitzontals del dipòsit. Una estructura separarà òpticament el DI del DE i mantindrà els fotomultiplicadors (PMT) observant tant cap a dins al DI, com cap en fora al DE. Al DI hi haurà almenys 20.000 PMTs de 50 centímetres diàmetre del tipus R12860 de Hamamatsu Photonics i aproximadament 800 mòduls multi-PMT (mPMT) de 50 centimetres (20 in) ). Cada mòdul mPMT consta de dinou tubs fotomultiplicadors amb un diàmetre de 8 centimetres (3.1 in) encapsulats en un recipient impermeable. El DE estarà equipat amb plaques PMT d'almenys 3600 mPMTs de 8 centimetres (3.1 in) de diàmetre juntament amb plaques de 0,6x30x30 cm3 que recolliran els fotons incidents i els transportaran al seu PMT) i servirà com a veto per distingir les interaccions que es produeixen al detector interior de les partícules que entren des de l'exterior del detector (principalment muons produïts per raigs còsmics)

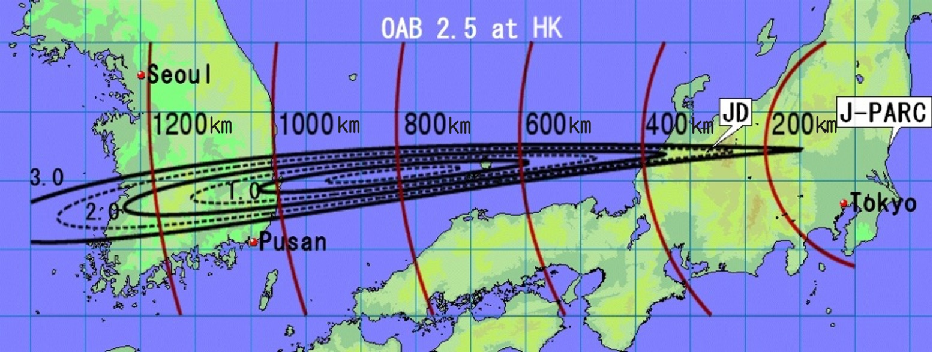
Feix de neutrins a J-PARC (Japó) cap a Corea

La construcció del detector HK va començar el 2020 i s'espera que comenci la recollida de dades el 2027:24. També s'han dut a terme estudis sobre la viabilitat i els beneficis físics de la construcció d'un segon tanc d'aigua-Cherenkov idèntic a Corea del Sud a uns 1100 km de J-PARC, que estaria en funcionament 6 anys després del primer tanc.

## Història i cronologia

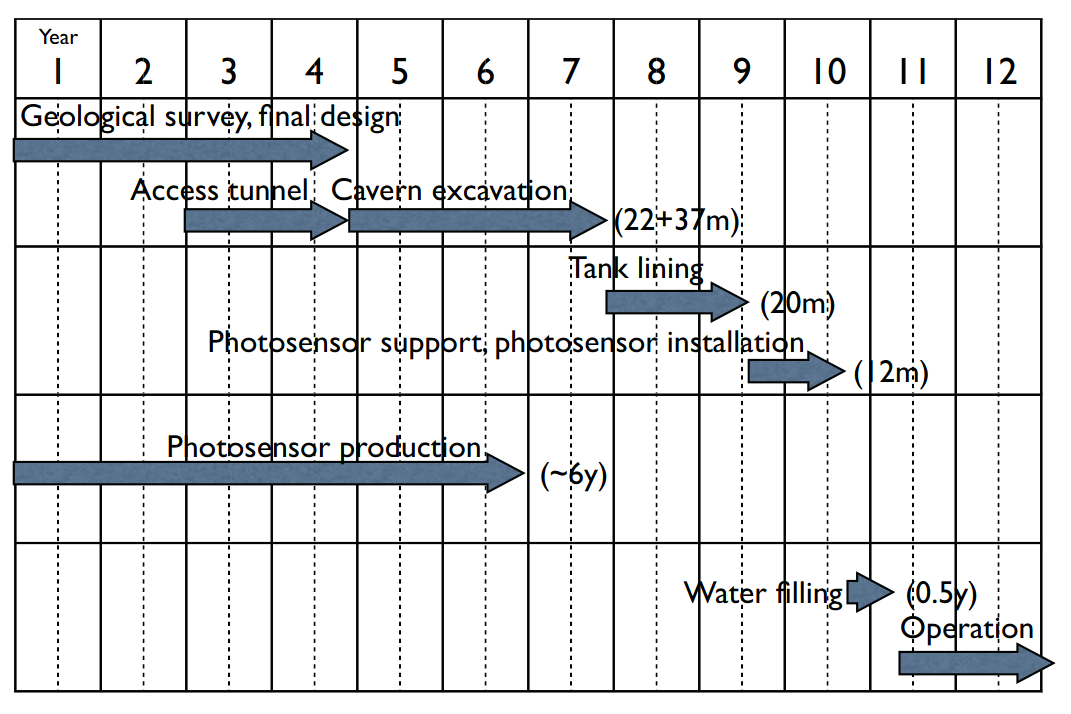
Programa de construcció del detector Hyper-Kamiokande

A continuació, la història de grans detectors d'aigua Cherenkov al Japó i experiments d'oscil·lació de neutrins associats, excloent HK:
- 1983-1996: Kamiokande (Kamioka Nucleon Decay Experiment), el seu principal objectiu fou la recerca de la desintegració del protó (el Premi Nobel de Física 2002 per a Masatoshi Koshiba) - el predecessor de Super-Kamiokande[1]
- 1996-actualitat: experiment Super-Kamiokande: el predecessor de l'experiment Hyper-Kamiokande, estudia neutrins de fonts naturals i cerca la desintegració de protons (premi Nobel de Física 2015 per Takaaki Kajita)[1]
- 1999–2004: experiment K2K - el predecessor de l'experiment T2K
- 2010-actualitat: experiment T2K - el predecessor de l'experiment Hyper-Kamiokande, que estudia les oscil·lacions de neutrins produïts en acceleradors

Una breu història de l'experiment Hyper-Kamiokande:
- Septembre de 1999: es van presentar les primeres idees del nou experiment[21]
- 2000: El nom "Hyper-Kamiokande" fou utilitzat per primer cop[22]
- Septembre de 2011: publicació de la LOI[23]
- Gener de 2015: MoU per a la cooperació en el projecte Hyper-Kamiokande signat per les dues institucions d'acollida: ICRR i KEK. Formació de la protocol·laboració Hyper-Kamiokande[24][25]
- Maig de 2018: informe de disseny d'Hyper-Kamiokande[3]
- Setembre de 2018: finançament inicial per part del MEXT assignat el 2019[26]
- Febrer de 2020: el projecte fou aprovat oficialment per la Dieta japonesa[4]
- Juny 2020: Formació de la col·laboració Hyper-Kamiokande
- Maig de 2021: inici de l'excavació del túnel d'accés al detector de HK[27]
- 2021: inici de la producció massiva de tubs fotomultiplicadors[28]
- Febrer de 2022: Finalització de la construcció del túnel d'accés[29]
- Octubre de 2023: finalització de la secció de la cúpula de la caverna principal del detector HK[30]
- 2027: l'inici esperat de la presa de dades[4]